# بدو رحل (طور الباحة)

تعديل مصدري - تعديل

بدو رحل هي إحدى قرى عزلة طور الباحة بمديرية طور الباحة التابعة لمحافظة لحج، بلغ تعداد سكانها 68 نسمة حسب تعداد اليمن لعام 2004.